# Antônia Melo

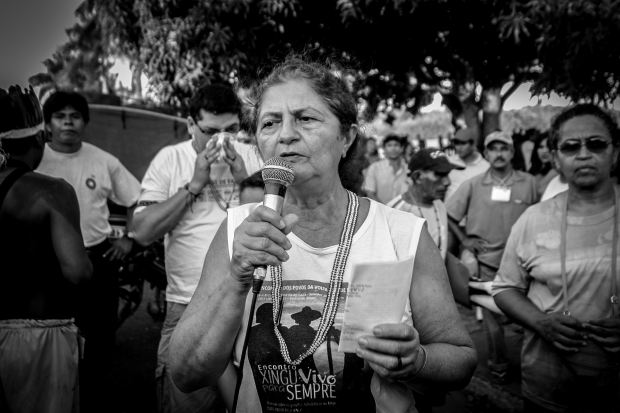
Antônia Melo (2017)

Antônia Melo da Silva (* 1949 in Piripiri, Piauí, Brasilien) ist eine brasilianische Menschenrechtlerin und Umweltschützerin.
Ihr Kampf richtet sich gegen den Bau des drittgrößten Staudammes der Welt, Belo Monte.

## Leben und Wirken
Antônia Melo wurde als viertes von dreizehn Kindern im Bundesstaat Piauí geboren. Als sie vier Jahre alt war, zog die Familie nach Altamira im Bundesstaat Pará.
Früh begann der Kampf diverser Gruppen gegen den Staudamm Belo Monte am Fluss Xingu. 1989 gründete Melo die Organisation Movimento Xingu para viver, heute der Movimento Xingu Vivo Para Sempre (MXVPS), um als Dachverband gegen den Bau zu kämpfen. Vor allem durch Demos, Mahnwachen und Petitionen wurde versucht, das Projekt zu stoppen, was nicht gelang. Dafür holte sie Indianer und Fischer zusammen an einen Tisch. Stattdessen brachte es ihr den Verlust von Hab und Gut, Rufmordkampagnen und Morddrohungen ein. Die Auswirkungen für die Region und die Natur sind bisher nicht abschätzbar, zahlreiche nationale und internationale Medien berichteten von Melos Engagement.
2010 kam sie für eine Konferenz nach Deutschland. 2018 entstand ein Dokumentarfilm über die Bewegung, in dem auch Melo interviewt wird: „Count Down am Fluss Xingu-Raubzug nach Amazonien“, Deutschland, 2018, von Martin Keßler.
Sie ist Mutter von fünf Kindern und lebt in Altamira.
Für ihr Engagement für die Rechte indigener Menschen erhielt sie 2017 den Alexander-Soros-Preis der US-amerikanischen Alexander Soros Foundation (Alexander Soros Foundation Award for Environmental and Human Rights Activism).